# Saint-Cyr-la-Rosière
Pour les articles homonymes, voir Saint-Cyr.
Saint-Cyr-la-Rosière est une commune française, située dans le département de l'Orne en région Normandie, peuplée de 234 habitants.

## Géographie

### Localisation
La commune appartient à la région naturelle du Perche. Elle se trouve dans le canton de Bretoncelles à proximité de Bellême.Les communes limitrophes sont La Chapelle-Souëf, Dame-Marie, Perche en Nocé et Val-au-Perche.
| Dame-Marie        | Perche-en-Nocé             | Berd'huis              |
| Bellême           | Saint-Cyr-la-Rosière       | Saint-Hilaire-sur-Erre |
| La Chapelle-Souëf | Saint-Germain-de-la-Coudre | Val-au-Perche          |

### Transports et voies de communications

#### Desserte ferroviaire
Les gares ferroviaires les plus proches de la commune sont celles de Nogent-le-Rotrou à 16 km et  Theil - La Rouge à 9,7 km.

#### Réseau routier
La circulation routière est assurée par la voirie communale. La route départementale 955 ainsi que la départementale D 938 sont a proximité du village.

### Hydrographie
La commune est située dans le bassin Loire-Bretagne. Elle est drainée par la Rozière, la Rougette, le ruisseau de Dame-marie et un autre petit cours d'eau.
La Rozière, d'une longueur de 12 km, prend sa source dans la commune de Perche en Nocé et se jette  dans la Coudre à La Chapelle-Souëf, après avoir traversé cinq communes. 

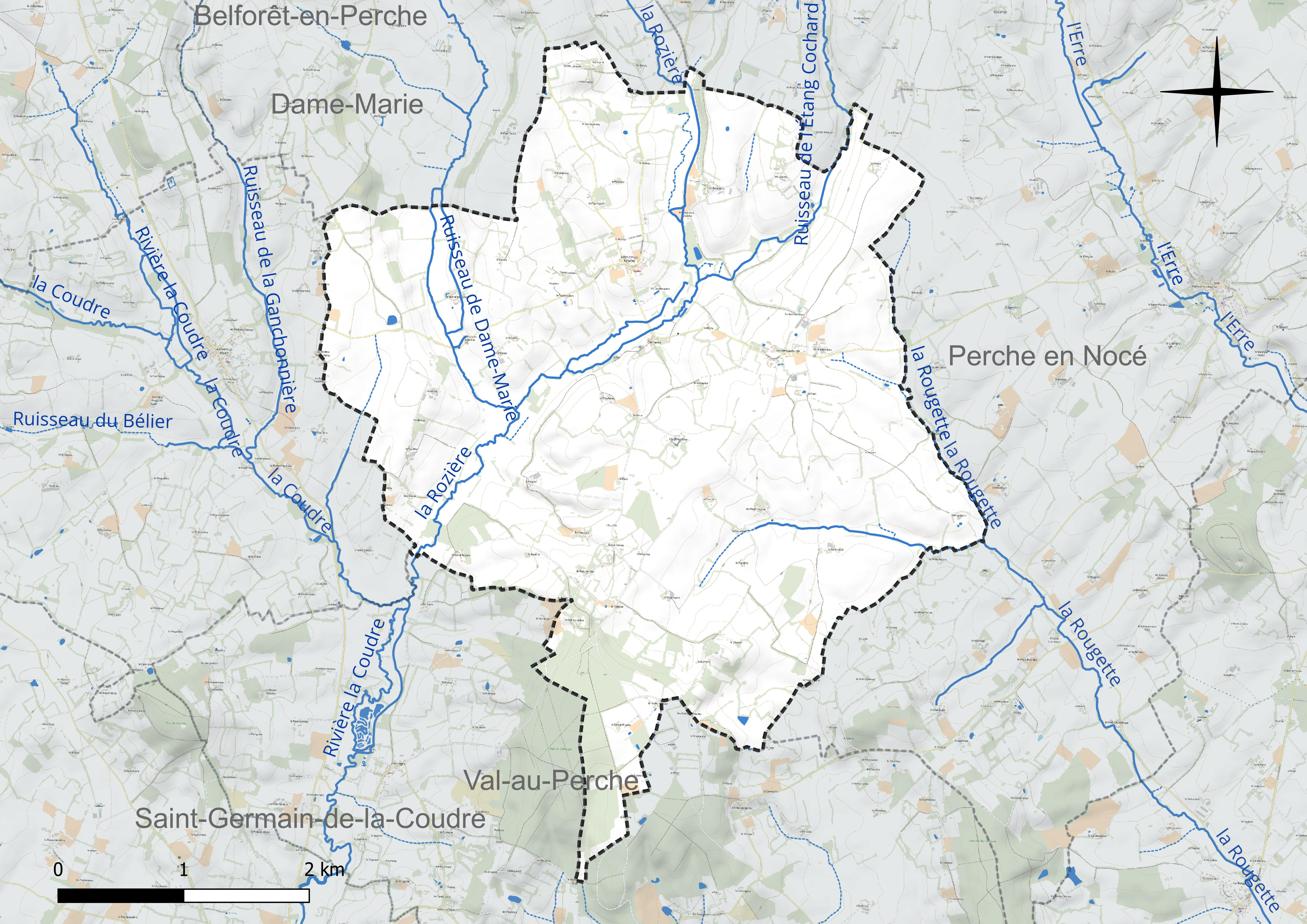
Réseau hydrographique de Saint-Cyr-la-Rosière.

### Climat
Pour des articles plus généraux, voir Climat de la Normandie et Climat de l'Orne.
En 2010, le climat de la commune est de type climat océanique dégradé des plaines du Centre et du Nord, selon une étude du CNRS s'appuyant sur une série de données couvrant la période 1971-2000. En 2020, Météo-France publie une typologie des climats de la France métropolitaine dans laquelle la commune est exposée à un climat océanique altéré et est dans la région climatique Normandie (Cotentin, Orne), caractérisée par une pluviométrie relativement élevée (850 mm/a) et un été frais (15,5 °C) et venté. Parallèlement le GIEC normand, un groupe régional d’experts sur le climat, différencie quant à lui, dans une étude de 2020, trois grands types de climats pour la région Normandie, nuancés à une échelle plus fine par les facteurs géographiques locaux. La commune est, selon ce zonage, exposée à un « climat contrasté des collines », correspondant au Pays d'Ouche et au Perche et bénéficiant d’un caractère continental affirmé avec des précipitations atténuées et des amplitudes thermiques fortes.
Pour la période 1971-2000, la température annuelle moyenne est de 10,8 °C, avec une amplitude thermique annuelle de 14,1 °C. Le cumul annuel moyen de précipitations est de 727 mm, avec 11,5 jours de précipitations en janvier et 7,6 jours en juillet. Pour la période 1991-2020, la température moyenne annuelle observée sur la station météorologique la plus proche, située sur la commune de Perche en Nocé à 6 km à vol d'oiseau, est de 11,3 °C et le cumul annuel moyen de précipitations est de 747,8 mm,. Pour l'avenir, les paramètres climatiques de la commune estimés pour 2050 selon différents scénarios d’émission de gaz à effet de serre sont consultables sur un site dédié publié par Météo-France en novembre 2022.

## Urbanisme

### Typologie
Au 1er janvier 2024, Saint-Cyr-la-Rosière est catégorisée commune rurale à habitat très dispersé, selon la nouvelle grille communale de densité à sept niveaux définie par l'Insee en 2022.
Elle est située hors unité urbaine et hors attraction des villes,.

### Occupation des sols
L'occupation des sols de la commune, telle qu'elle ressort de la base de données européenne d’occupation biophysique des sols Corine Land Cover (CLC), est marquée par l'importance des territoires agricoles (96,7 % en 2018), une proportion sensiblement équivalente à celle de 1990 (96,2 %). La répartition détaillée en 2018 est la suivante : 
terres arables (68,1 %), prairies (28,5 %), forêts (3,3 %), zones agricoles hétérogènes (0,2 %). L'évolution de l’occupation des sols de la commune et de ses infrastructures peut être observée sur les différentes représentations cartographiques du territoire : la carte de Cassini (XVIIIe siècle), la carte d'état-major (1820-1866) et les cartes ou photos aériennes de l'IGN pour la période actuelle (1950 à aujourd'hui).

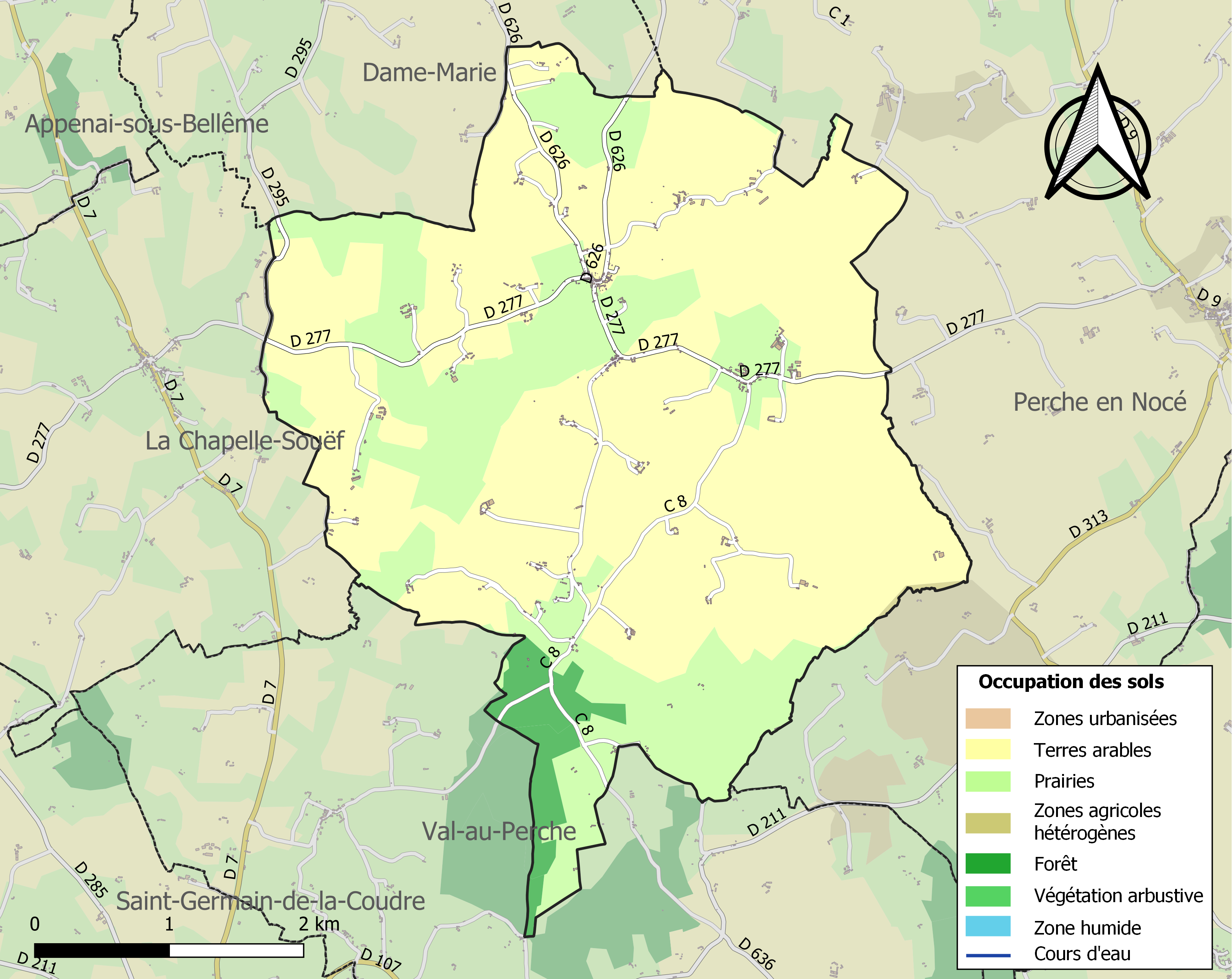
Carte des infrastructures et de l'occupation des sols de la commune en 2018 (CLC).

## Toponymie
La dénomination du bourg apparaît en 1145 sous la forme de Sanctus-Ciricus dans une charte du prieuré Sainte-Gauburge, puis sous celle de Saint-Cir en 1396.
La commune doit son nom à saint Cyr, jeune martyr chrétien du IVe siècle, tué sous les yeux de sa mère, Julitte.
la Rosière, le nom de la rivière qui arrose le territoire communal, a été ajouté en 1831.

## Histoire
Le prieuré Sainte-Gauburge fut donné vers 1050 par les seigneurs de Bellême aux moines de l'abbaye de Saint-Père de Chartres ; il passa ensuite sous la dépendance de l'abbaye royale de Saint-Denis qui le conserva jusqu'en 1790.
Peuplée de 1 035 habitants en 1804, aujourd'hui dispersés entre le bourg et les hameaux, dont ceux de Clémencé et de Sainte-Gauburge. La commune de Sainte-Gauburge de la Coudre fut réunie à Saint-Cyr-la-Rosière en 1812.

## Politique et administration

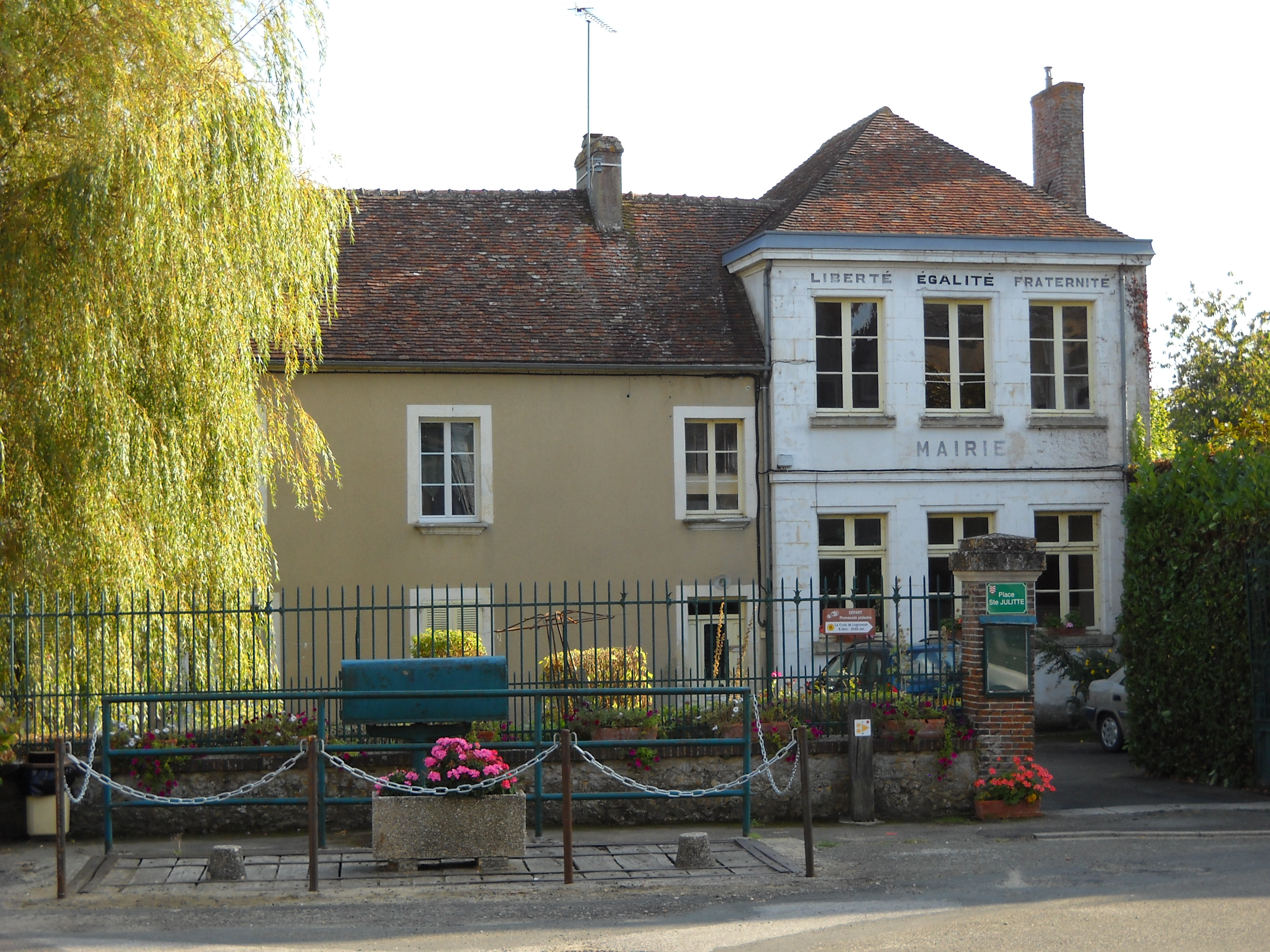
La mairie.

| Période                                  | Période        | Identité       | Étiquette | Qualité      |
| ---------------------------------------- | -------------- | -------------- | --------- | ------------ |
| ?                                        | mars 2001      | Roland Bouvier |           |              |
| mars 2001                                | septembre 2012 | Martine Moulin | SE        | Agricultrice |
| septembre 2012                           | avril 2014     | Max Métais     |           | Agriculteur  |
| avril 2014                               | En cours       | David Coutant  |           | Agriculteur  |
| Les données manquantes sont à compléter. |                |                |           |              |

## Démographie
L'évolution du nombre d'habitants est connue à travers les recensements de la population effectués dans la commune depuis 1793. Pour les communes de moins de 10 000 habitants, une enquête de recensement portant sur toute la population est réalisée tous les cinq ans, les populations de référence des années intermédiaires étant quant à elles estimées par interpolation ou extrapolation. Pour la commune, le premier recensement exhaustif entrant dans le cadre du nouveau dispositif a été réalisé en 2005.
En 2022, la commune comptait 234 habitants, en évolution de −0,85 % par rapport à 2016 (Orne : −3,21 %, France hors Mayotte : +2,11 %).
| 1793 | 1800  | 1806  | 1821  | 1836  | 1841  | 1846  | 1851  | 1856  |
| ---- | ----- | ----- | ----- | ----- | ----- | ----- | ----- | ----- |
| 974  | 1 293 | 1 053 | 1 141 | 1 269 | 1 225 | 1 172 | 1 170 | 1 155 |

| 1861  | 1866  | 1872  | 1876  | 1881 | 1886 | 1891 | 1896 | 1901 |
| ----- | ----- | ----- | ----- | ---- | ---- | ---- | ---- | ---- |
| 1 120 | 1 122 | 1 056 | 1 024 | 960  | 907  | 878  | 840  | 802  |

| 1906 | 1911 | 1921 | 1926 | 1931 | 1936 | 1946 | 1954 | 1962 |
| ---- | ---- | ---- | ---- | ---- | ---- | ---- | ---- | ---- |
| 777  | 711  | 614  | 612  | 559  | 507  | 549  | 453  | 404  |

| 1968 | 1975 | 1982 | 1990 | 1999 | 2005 | 2006 | 2010 | 2015 |
| ---- | ---- | ---- | ---- | ---- | ---- | ---- | ---- | ---- |
| 320  | 288  | 255  | 210  | 247  | 251  | 251  | 260  | 240  |

| 2020 | 2022 | - | - | - | - | - | - | - |
| ---- | ---- | - | - | - | - | - | - | - |
| 234  | 234  | - | - | - | - | - | - | - |

## Lieux et monuments
- Prieuré Sainte-Gauburge, des XIe, XIIe, XVe et XVIe siècles, ancien prieuré bénédictin fondé en 1006 par Guillaume Ier de Bellême. L'église du XIIIe siècle, le logis du prieur et les bâtiments conventuels, sont classés au titre des monuments historiques[25]. Il abrite l'écomusée du Perche.
- L'église Saint-Cyr-et-Sainte-Julitte, des XIIe, XVe et XVIe siècles, dédiée aux martyrs du IVe siècle, saint Cyr et à sa mère sainte Julitte, totalement protégée au titre des monuments historiques[26].
- La chapelle Notre-Dame de Clémencé, du XIVe siècle, inscrite au titre des monuments historiques[27].
- Le presbytère du XVIIIe siècle, restauré en 1784[28].
- La Pierre Procureuse, dolmen classé au titre des monuments historiques[29].
- Le manoir de Langenardière, du XVIe siècle, inscrit au titre des monuments historiques[30].
- Le manoir de la Chaponnière, du XVIe siècle.
- Motte de Sablon à 3 km au sud et à 1,8 km de Gémages, sur un éperon à 212 m d'altitude. L'enceinte ovale de 60 × 110 m et surélevée de 4 à 5 m est flanquée de deux basses-cours au sud et à l'est. Un château est cité en 1230[31].

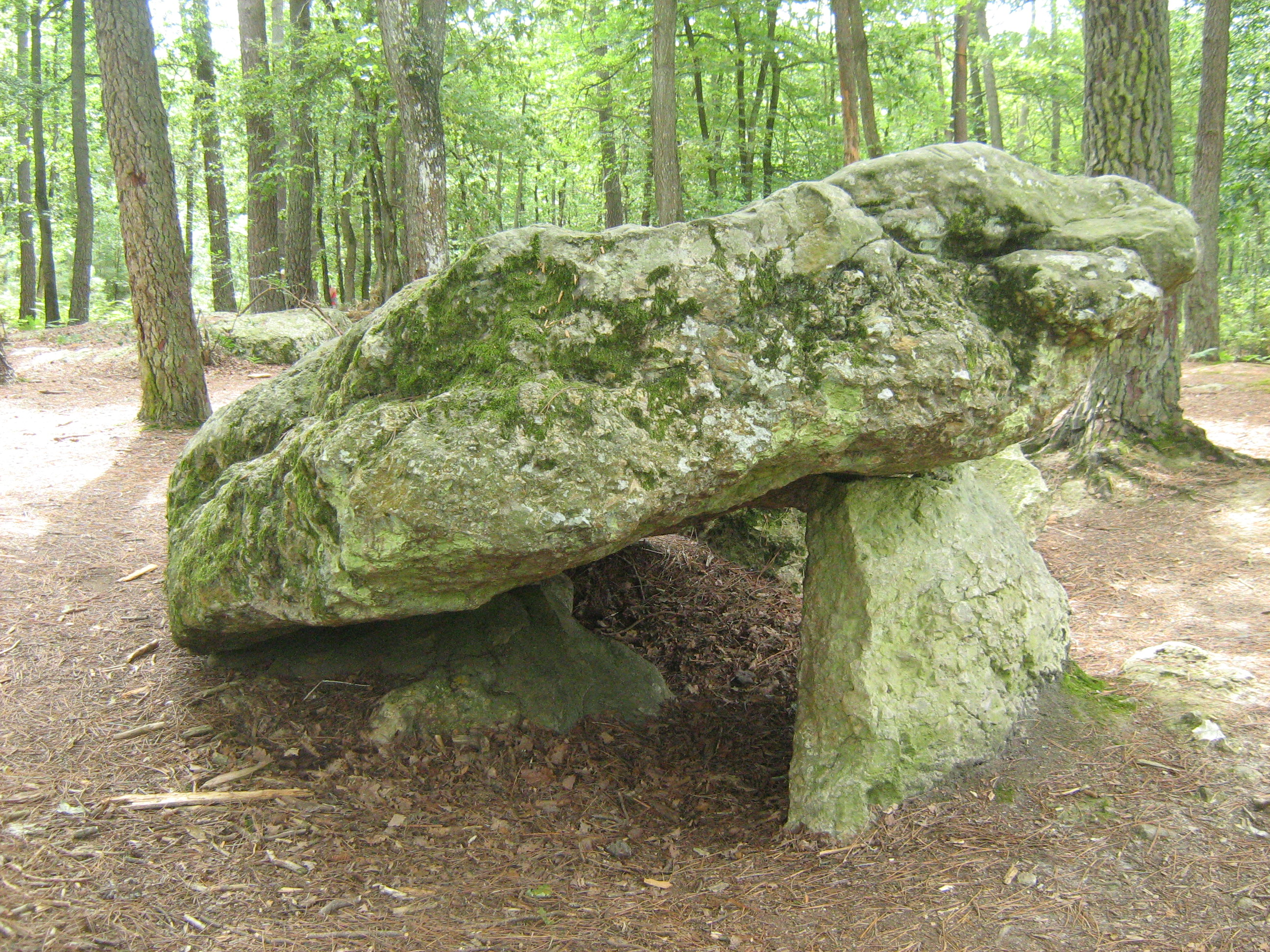
La Pierre Procureuse.
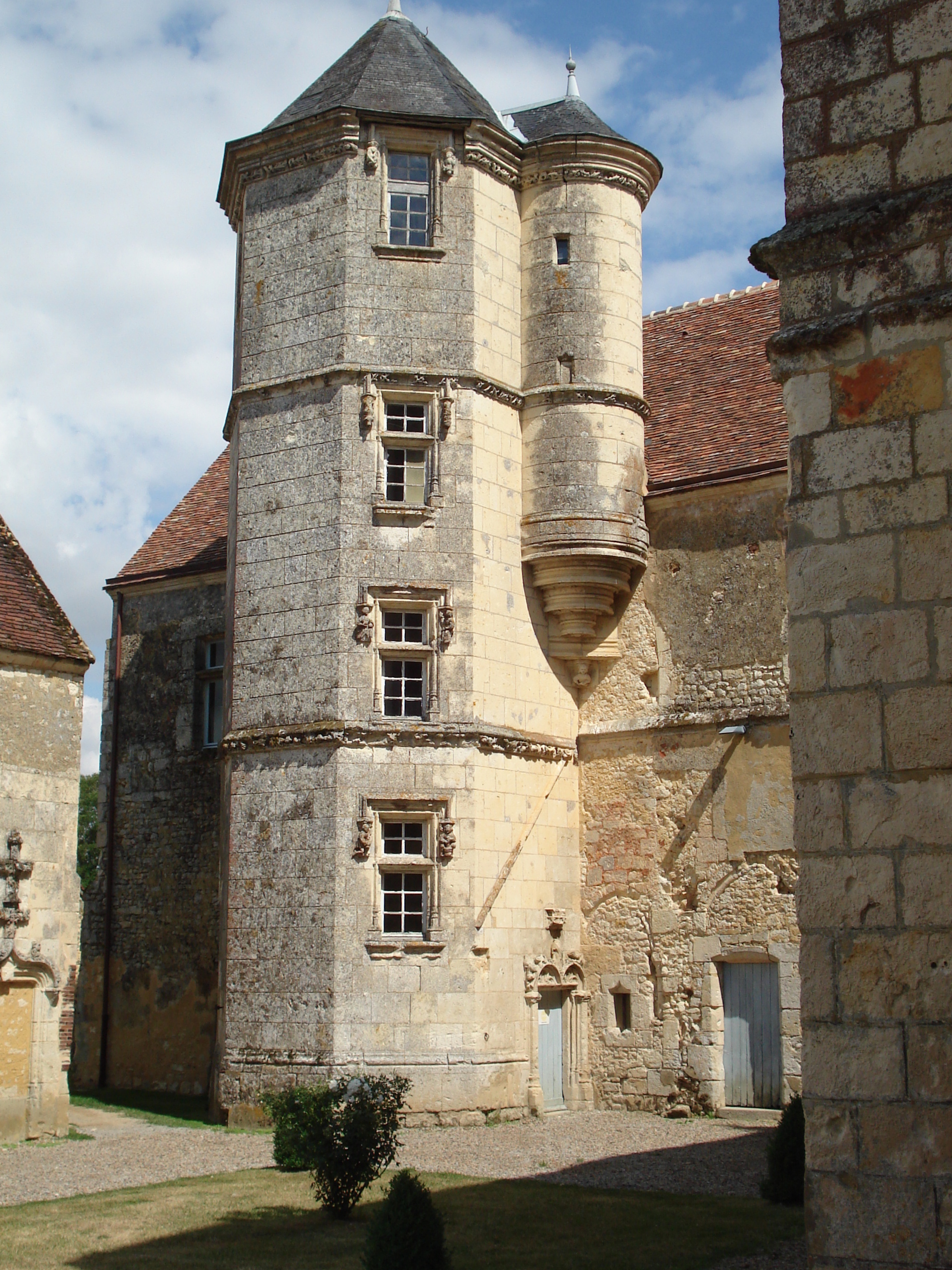
L'escalier hors d'œuvre du prieuré.
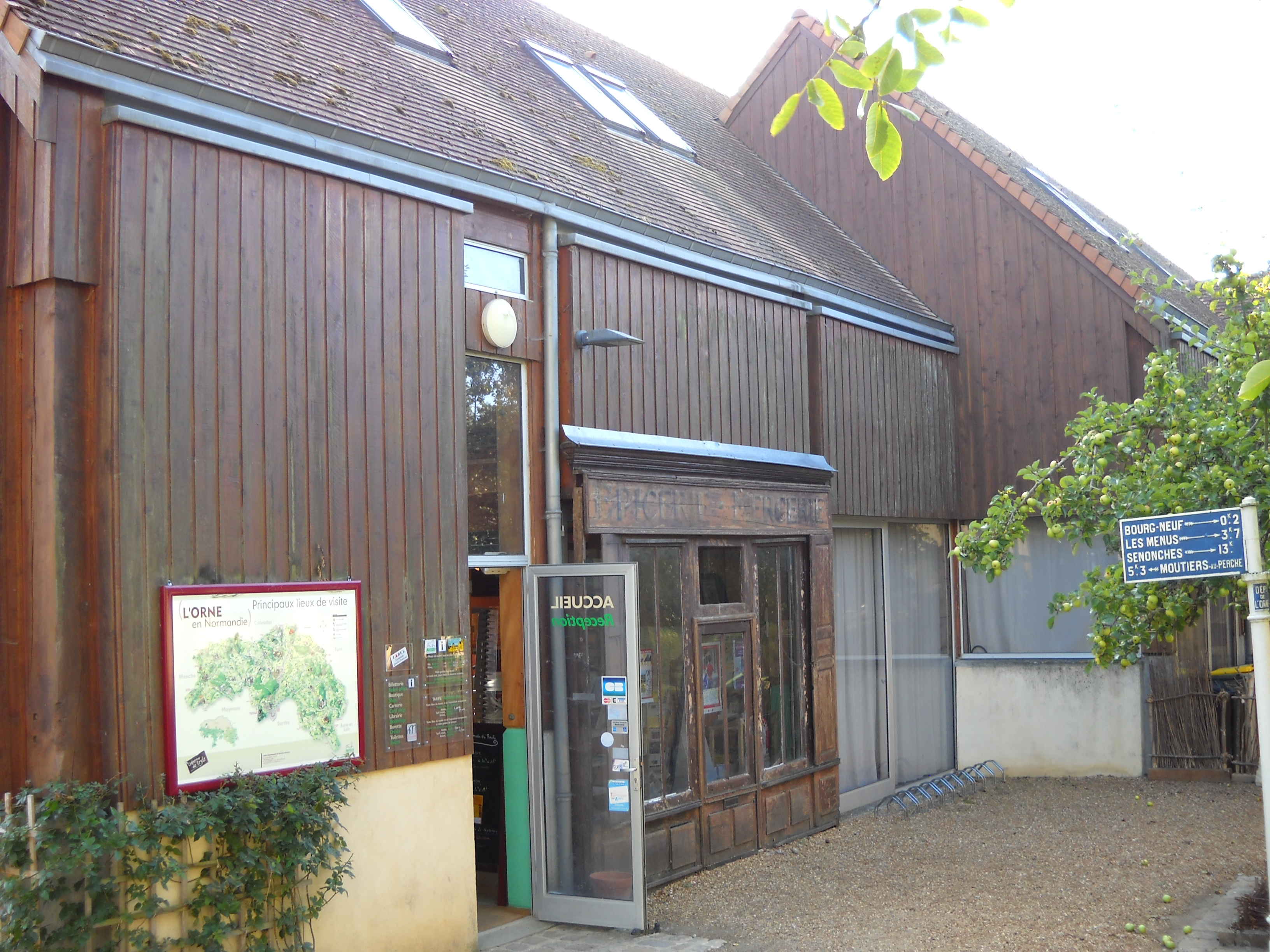
L'écomusée du Perche.
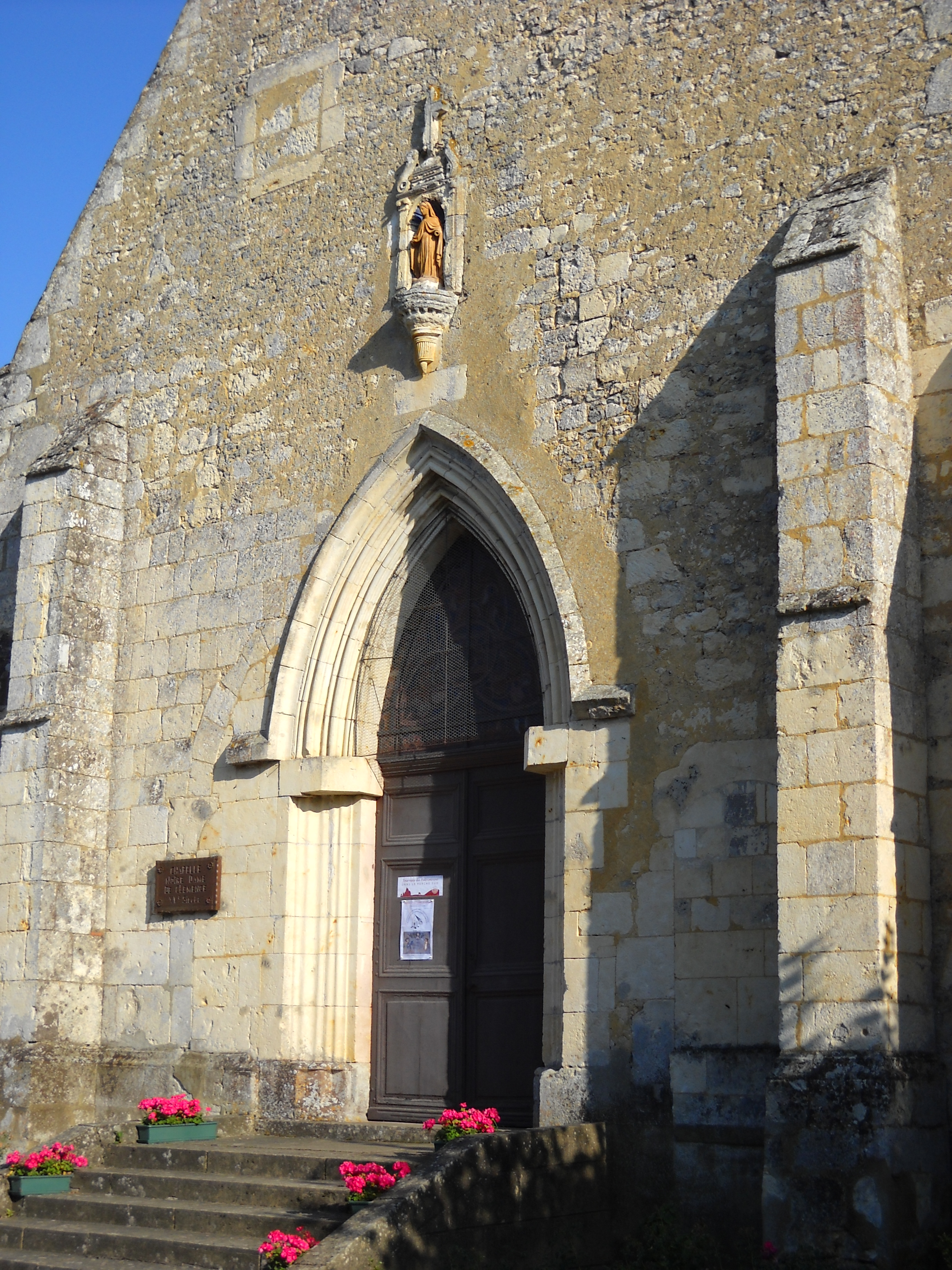
La chapelle Notre-Dame de Clémencé.
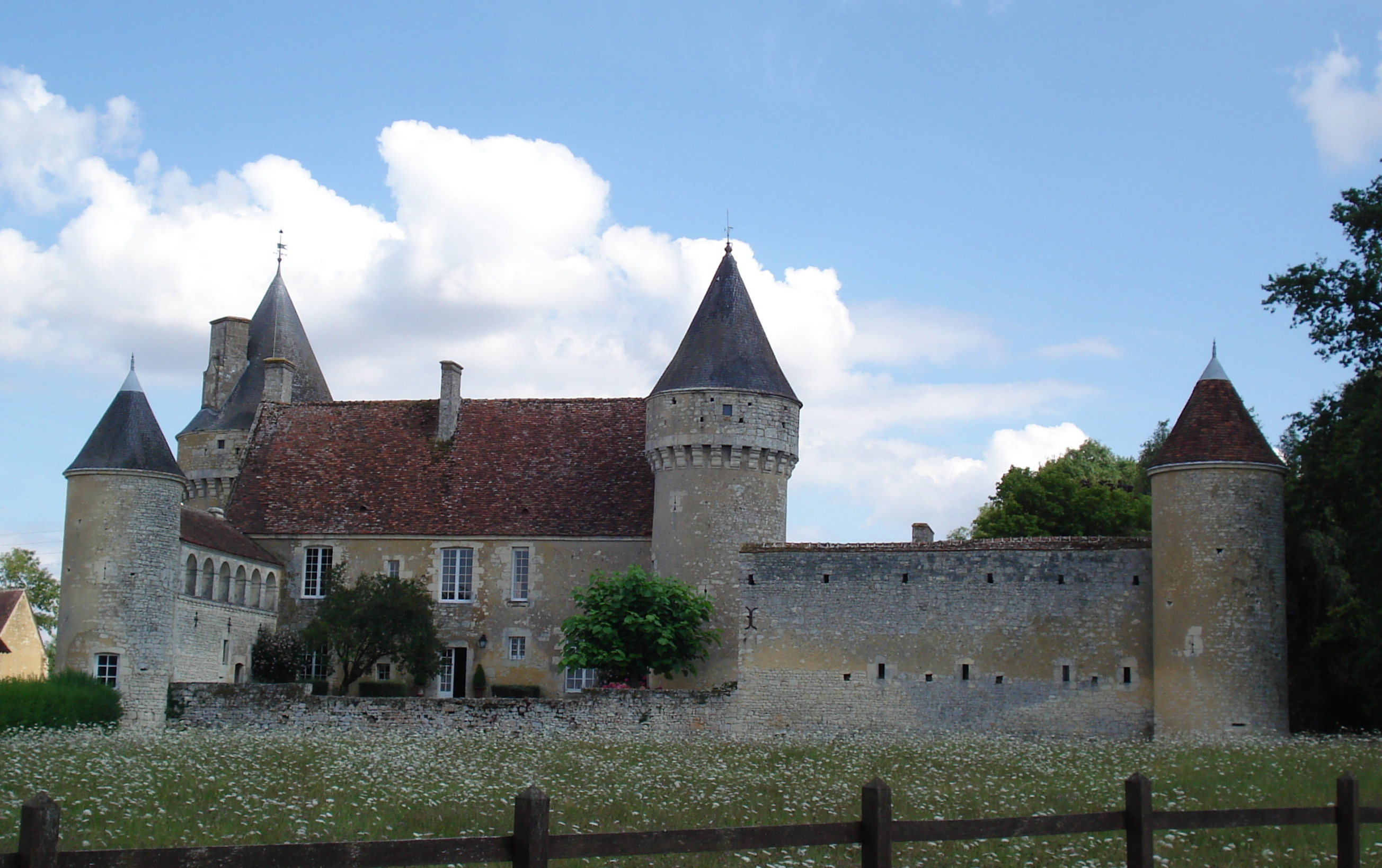
Le manoir de Langenardière.
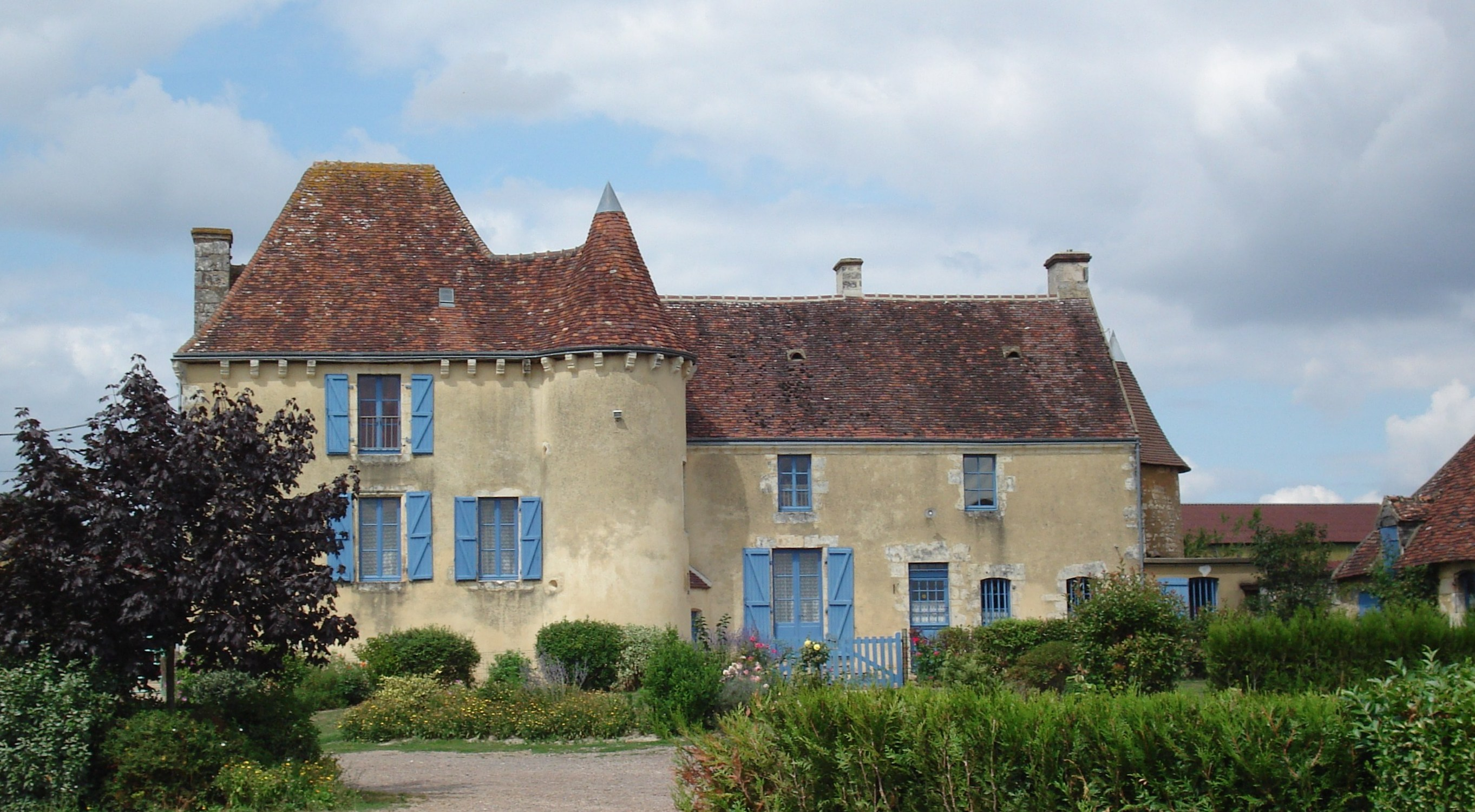
Le manoir de la Chaponnière.

## Personnalités liées à la commune
- Pierre de Fontenay sire de la Reynière (1541-1610), capitaine de la ville et du château de Bellême, gouverneur du Perche de 1589 à 1610, il fut propriétaire du domaine de l'Angenardière à Saint-Cyr.
- Alexis Bachelot (1796 à Saint-Cyr-la-Rosière - 1837) créa la première mission catholique à Hawaï.